# Будинок Галицького сейму
Будинок Галицького сейму (сьогодні Головний корпус Львівського університету) — будівля у центральній частині Львова, збудована в кінці 19 століття як приміщення для засідань Галицького сейму (крайового парламенту Королівства Галичини і Володомирії у складі Австро-Угорщини). З початом Першої світової війни у 1914 році Галицький сейм припинив свою діяльність, а 1923 року в колишній будинок сейму було перенесено університет імені Яна Казимира, який 1939 року було перейменовано в університет імені Івана Франка.

## Будівництво

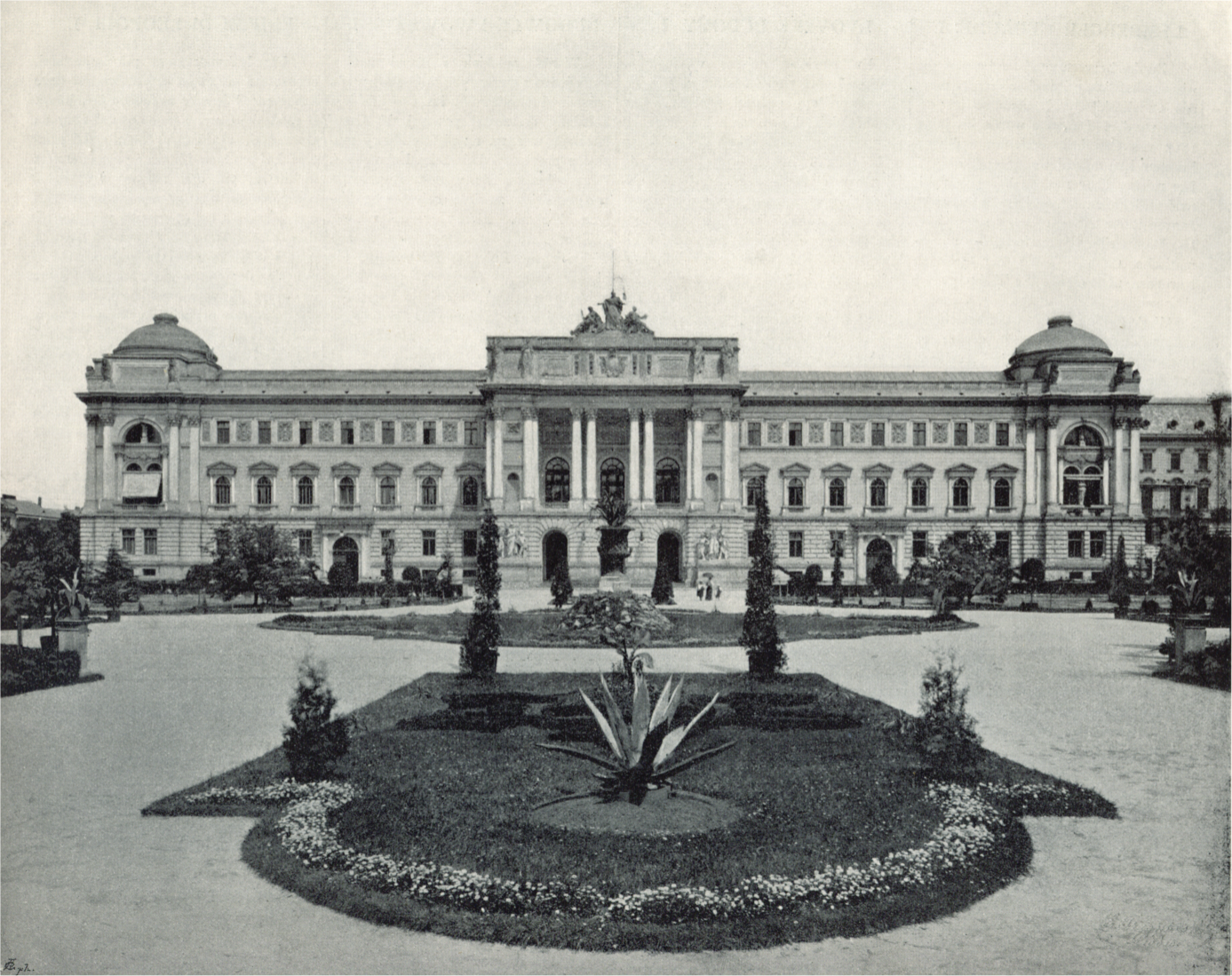
Будинок Галицького сейму в кінці 19 століття

На місці, де сьогодні розташована будівля головного корпусу університету, містилось казино Йоганна Гехта, збудоване в кінці 18 століття. В 19 столітті навколишні вулиці (сучасні вул. Січових Стрільців та Листопадового Чину) активно забудовували банківськими установами та елітними житловими кам'яницями. 1877 року було прийнято рішення розібрати будівлю казино для будівництва крайового Парламенту.
Комісія обрала проєкт директора львівського міського будівельного управління Юліуша Гохберґера. Серед запропонованих проєктів будівлі була робота відомового в майбутньому австрійського архітектора Отто Ваґнера, що посів друге місце через фінансову складову.
Будівельні роботи розпочалися у квітні 1878 року. В кінці вересня 1878 року провели урочисте закладання наріжного каменю будинку, а влітку 1881 року основні роботи з будівництва було завершено. 23 липня 1881 року будівлю освятили, а через два місяці в її стінах розпочала роботу сесія сейму.
У 1906–1907 роках архітектор Альфред Каменобродський здійснив надбудову четвертого цокольного поверху і розширення будинку сейму (побудоване бічне крило зі сторони сучасної вул. Листопадового Чину).

## Архітектура
Автором проєкту будівлі був львівський архітектор Юліуш Гохберґер. 
Будівля має три поверхи, головний фасад розділений карнизами, нижній поверх рустрований.
На верхній частині центрального ризаліту будівлі міститься скульптурна група (автор Теодор Риґер), на якій жіноча фігура, що символізує Галичину, простягла свої опікуючі руки над фігурами Вісли і Дністра, що символізують західну та східну частини Королівства Галичини та Володимирії. За цю роботу Риґер отримав звання почесного члена Флорентійської академії мистецтв.
Крім того, Теодор Риґер був автором скульптурних груп, що розміщені перед головний входом до будівлі: "Праця" (жінка зі снопом та веретеном і хлопці з ягням та молотом) та "Освіта" (Мінерва зі смолоскипом і вінком та діти з книжкою).
Статуї на фасаді, що символізують "Любов" і "Справедивість" авторства Зиґмунта Трембецького, "Правда" та "Віра" – Фелікса Мікульського.
На бічних ризалітах розміщені по чотири леви зі щитами. Колись на щитах були герби найбільших міст Галичини: Львова, Кракова, Тарнова та Станиславова.
Автор неоренесансного оздоблення сходової клітки та сеймової зали — Леонард Марконі. Зиґмунт Трембецький виконав скульптурні групи, розміщені перед входом до зали засідань — князів Мєшка І та Володимира Великого (символізували хрестителів українців і поляків), а також короля Казимира III та князя Ярослава Мудрого. Під час Другої світової війни ці скульптури зникли.

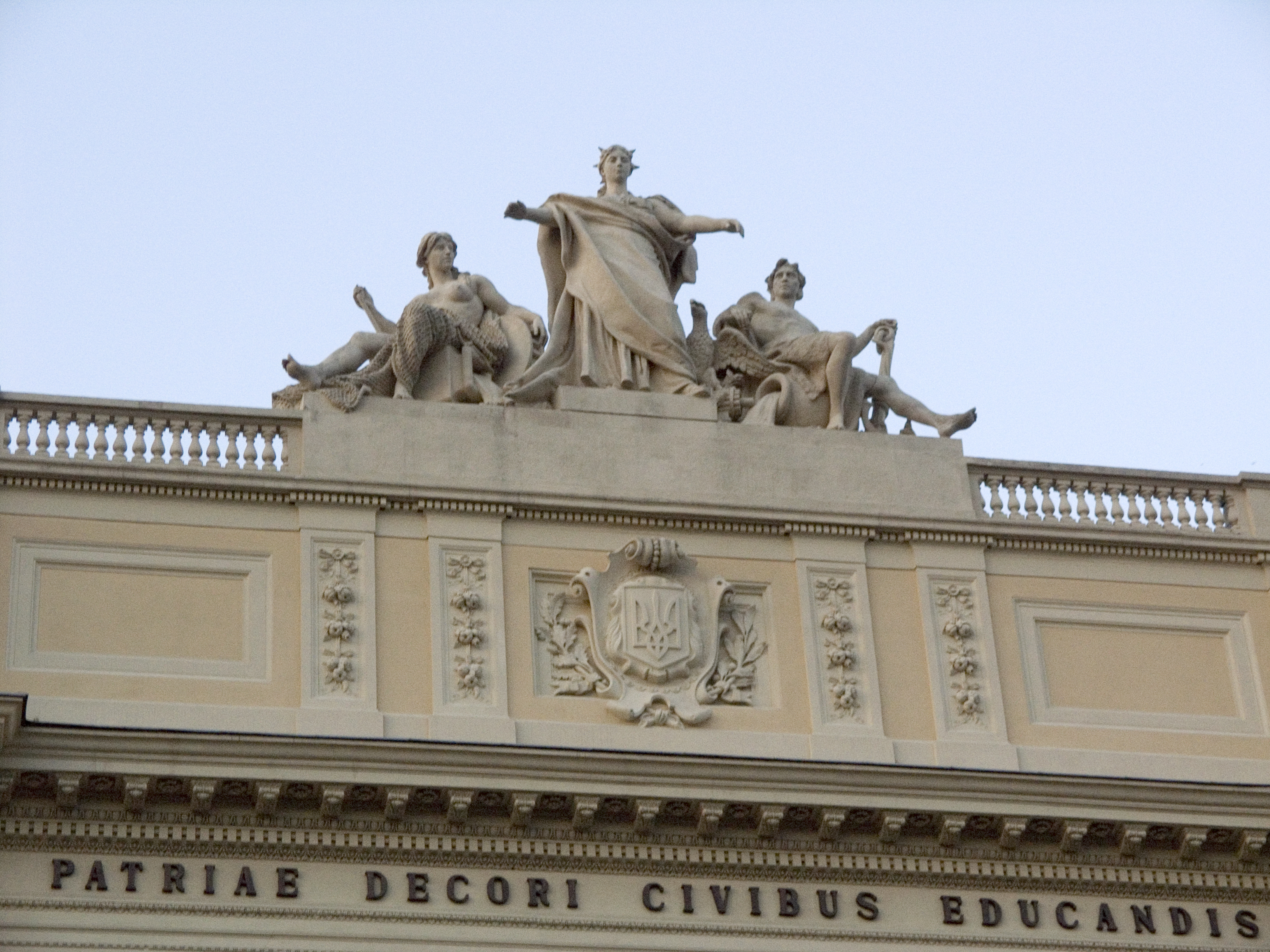
Опікунський дух Галичини (Теодор Риґер)
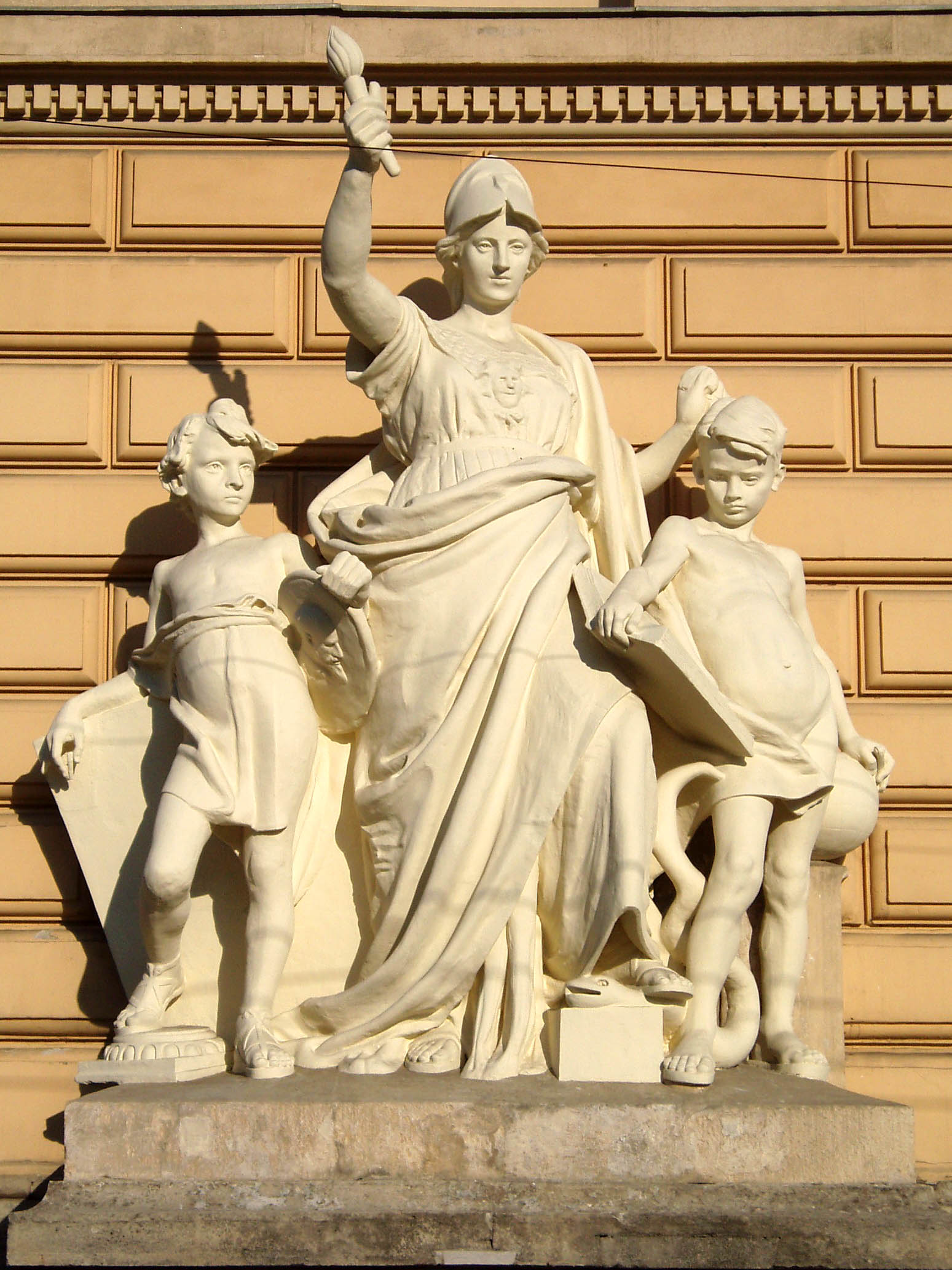
Наука (Мудрість) (Теодор Риґер)
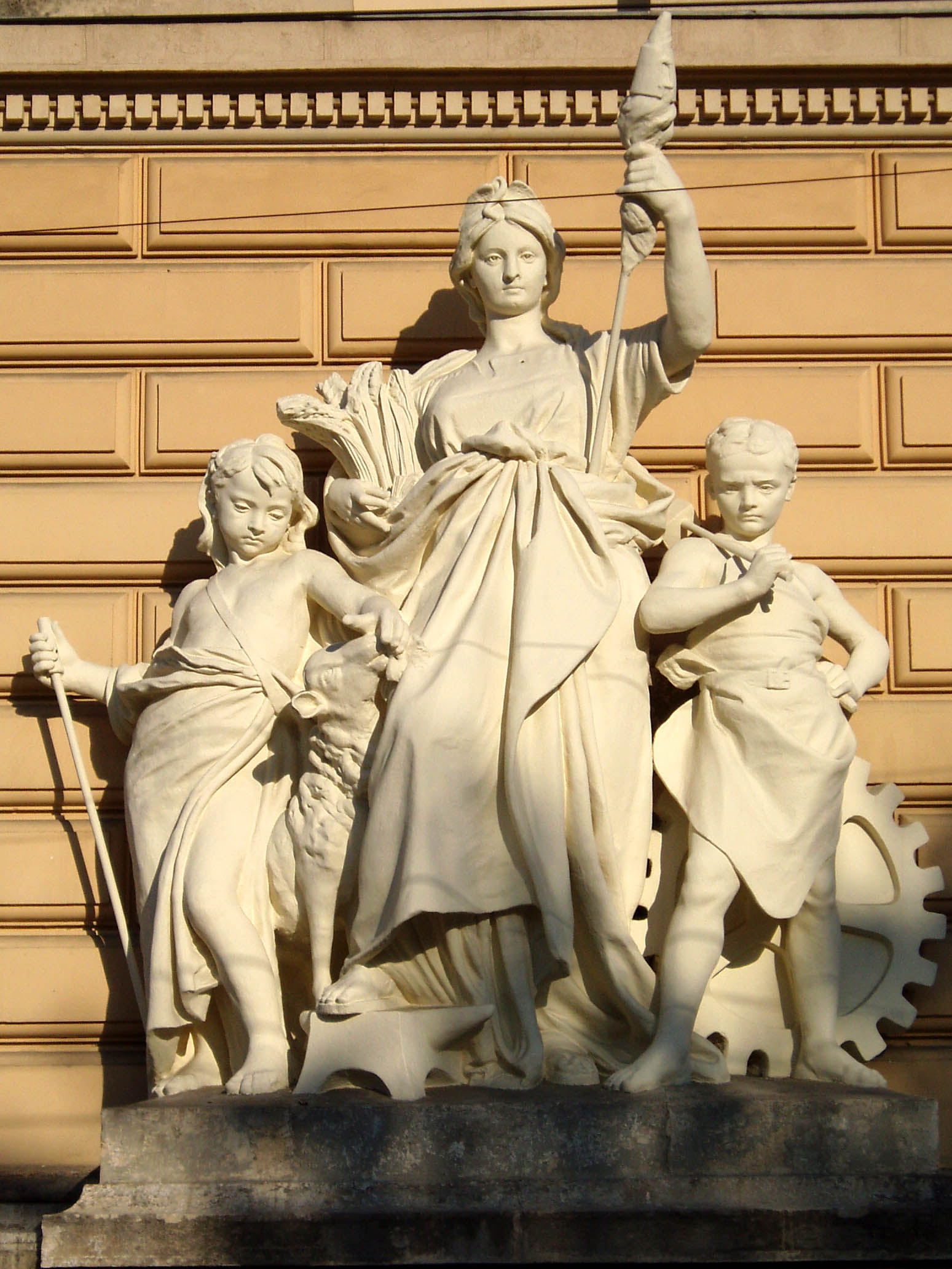
Праця (Теодор Риґер)
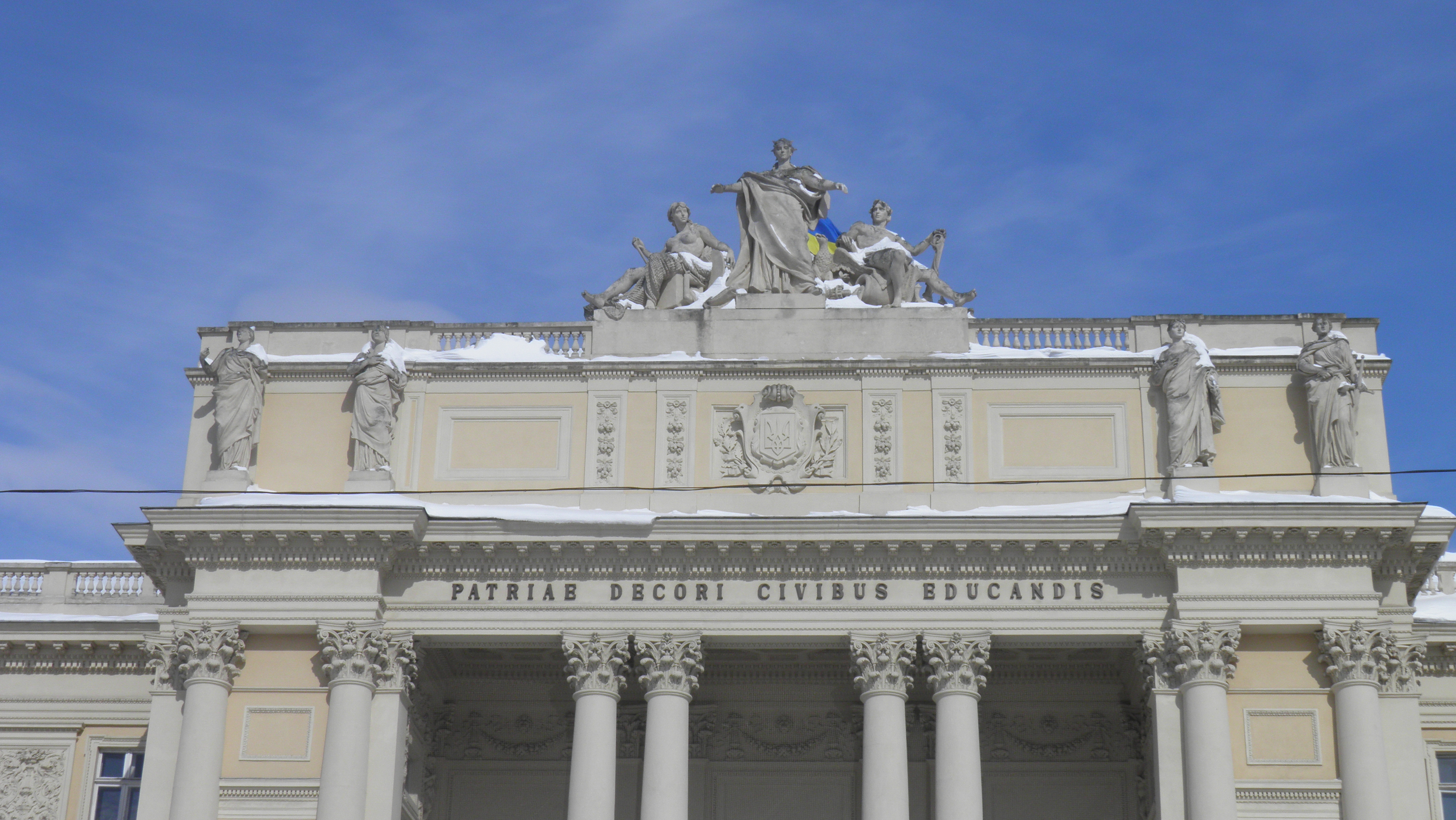
Чотири постаті на карнизі перед аттиком — Любов і Справедливість (Зиґмунт Трембецький) та Правда і Віра (Фелікс Мікульський)
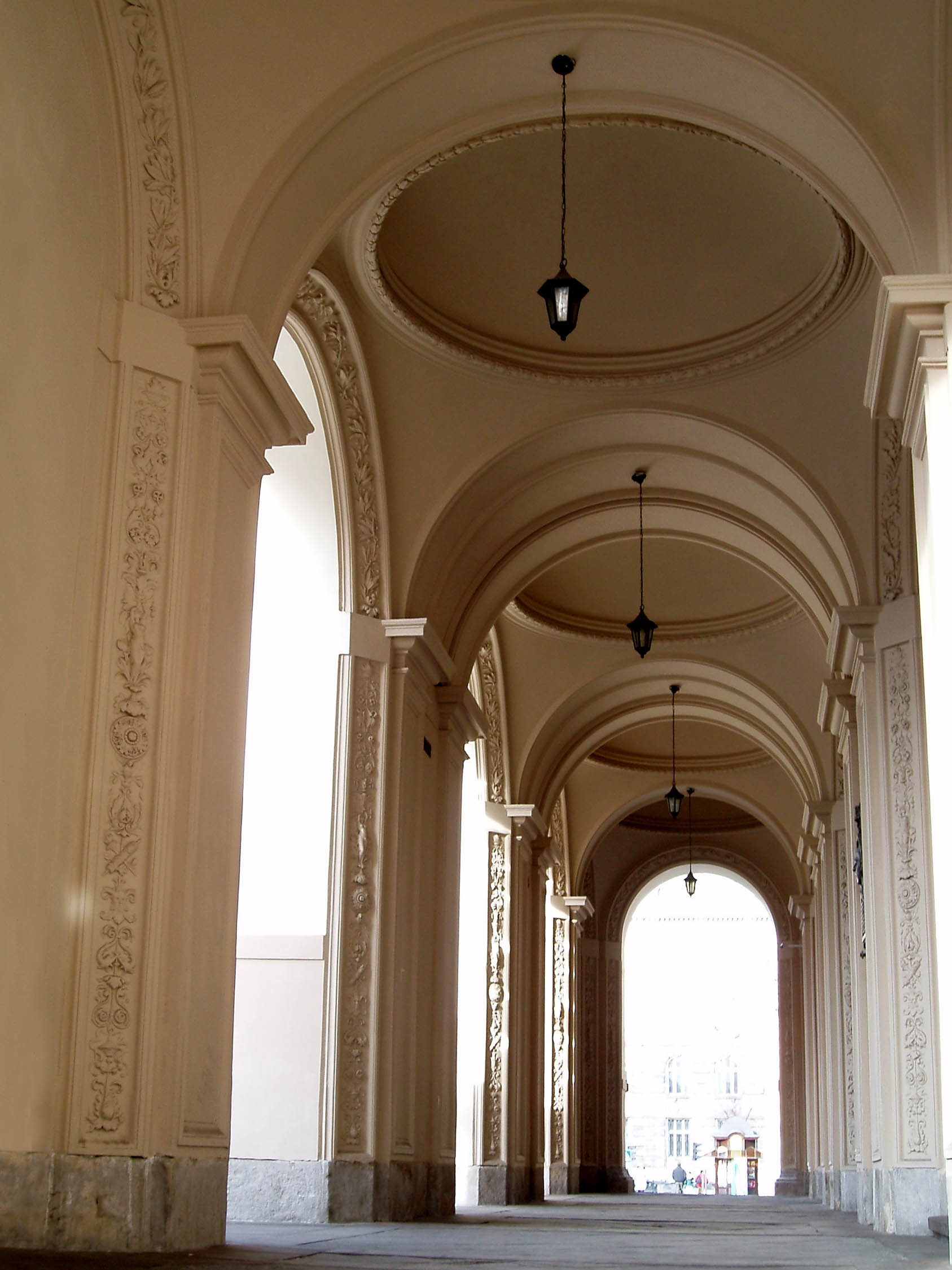
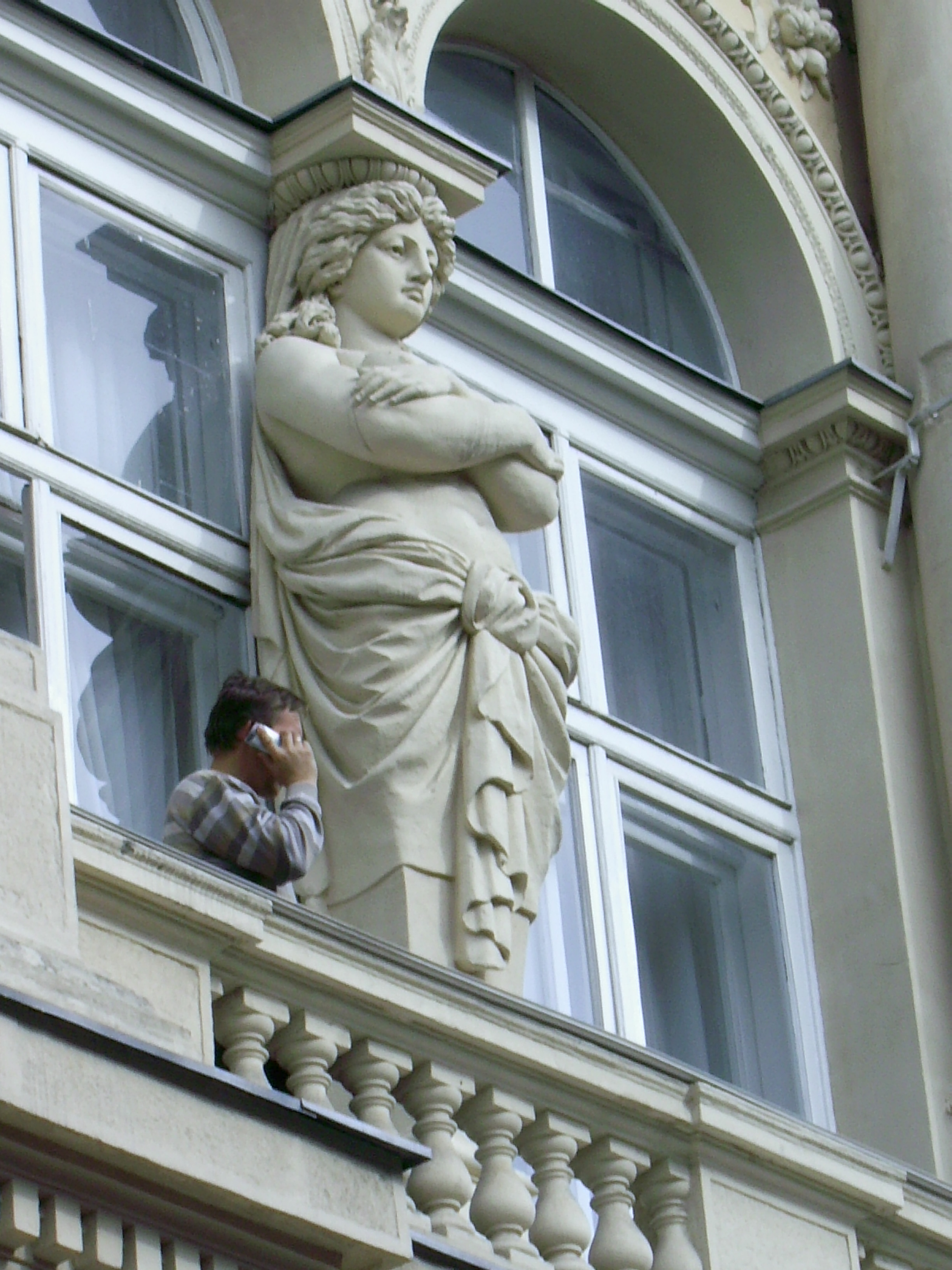

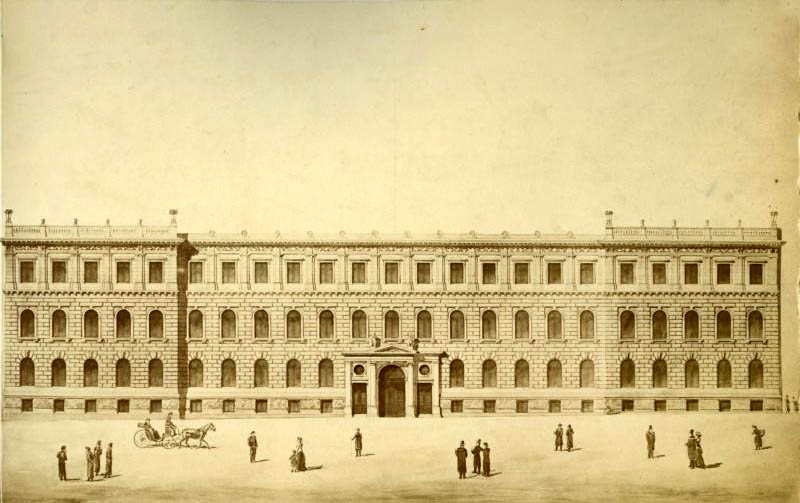
Проєкт Гохберґера
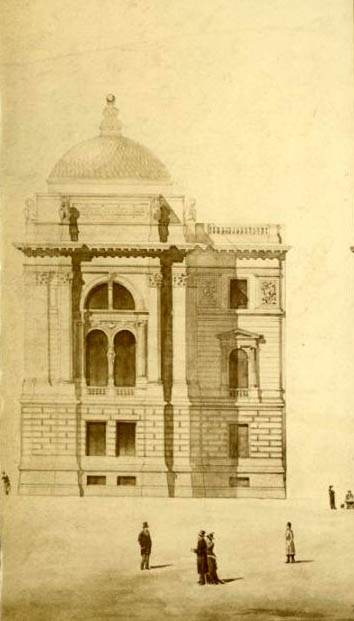
Проєкт Гохберґера
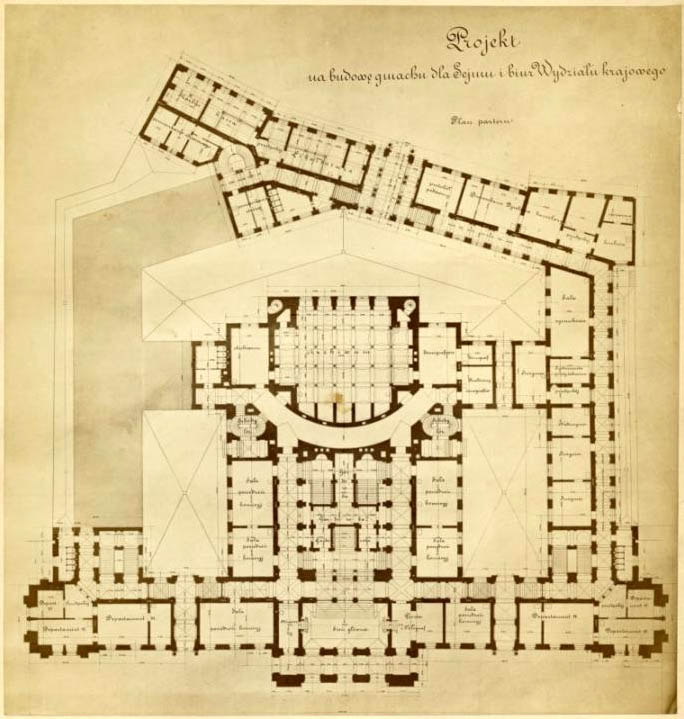
Проєкт Гохберґера
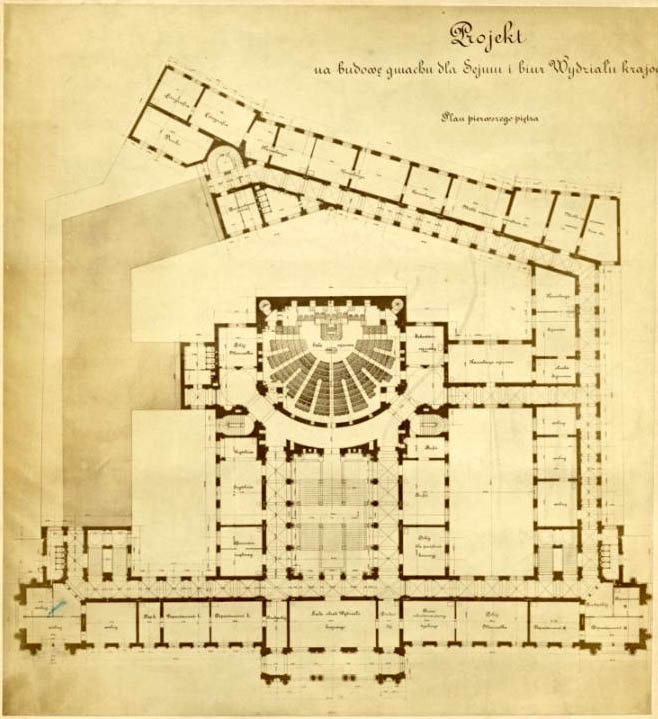
Проєкт Гохберґера
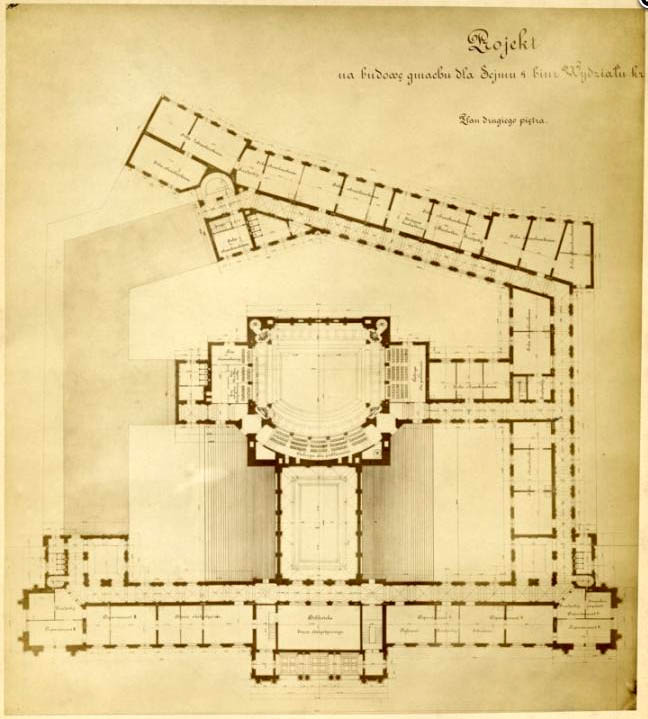
Проєкт Гохберґера
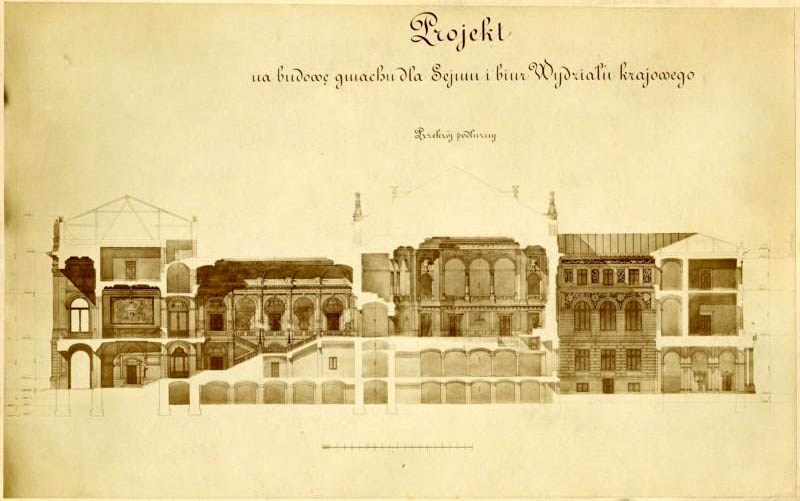
Проєкт Гохберґера
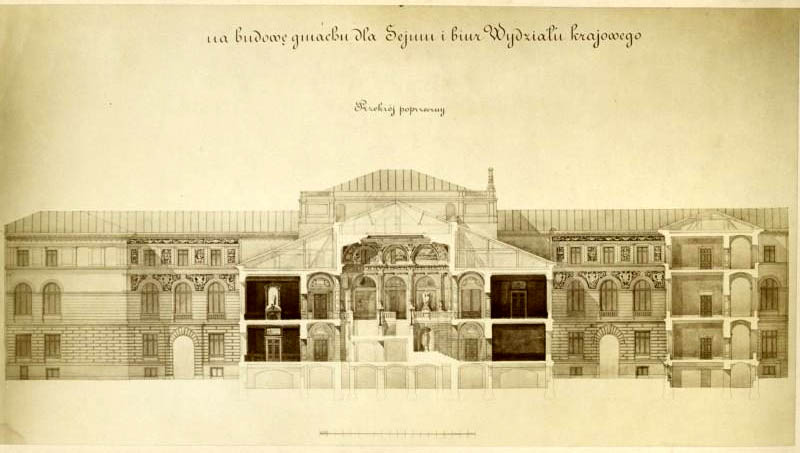
Проєкт Гохберґера

## Інтер'єр
В парламентський період будівлі в її холі завжди була велика кількість екзотичних рослин. У рік свого відкриття (1881) будинок Сейму став першою електрифікованою будівлею Львова завдяки інженеру Францішку Рихновському.
Зала засідань Крайового сейму була розташована на другому поверсі. У ній було 152 місця для депутатів, на галереях — місця для публіки та журналістів. Залу було оздоблено картинами Генрика Родаковського (це були вертикальні полотна "Віра", Мойсей, Лікург, Солон, Юстиніан і "Праця" та п'ять горизонтальних композицій "Мистецтво", "Пробудження наукового руху", "Торгівля" і "Рільництво").
В сучасній дзеркальній залі відбувалися засідання виконавчого комітету Галицького сейму — крайового виділу.  До 1921 року в ньому була велика картина "Люблінська унія" (автор Ян Матейко). Ще одна його робота "Конституція 3 травня 1791 року" містилася у “Маршалківській залі”.  Зараз ці твори зберігаються у Варшаві.
Галицький сейм займав будівлю до 1914 року (де-юре до 1918), а у 1923 року туди було перенесено Університет імені Яна Казимира (перейменований 1939 року на Університет імені Івана Франка). 
За часів німецької окупації університет не працював, а в його будівлі були установи дистрикту Галичини Генеральної губернії. Під час бомбардування у 1944 році частину приміщень університету, серед них і актова зала, було зруйновано.
Навчання у Львівському університеті відновили 15 жовтня 1944 року.
Сьогодні на фронтоні головного корпусу університету міститься латинський напис: "Patriae decori civibus educandis" (Освічені громадяни є окрасою Батьківщини). Перед самим входом є меморіальні таблички на честь відомих діячів Євгена Лазаренка, Мирона Зарицького, Володимира Левицького, Миколи Чайковського.

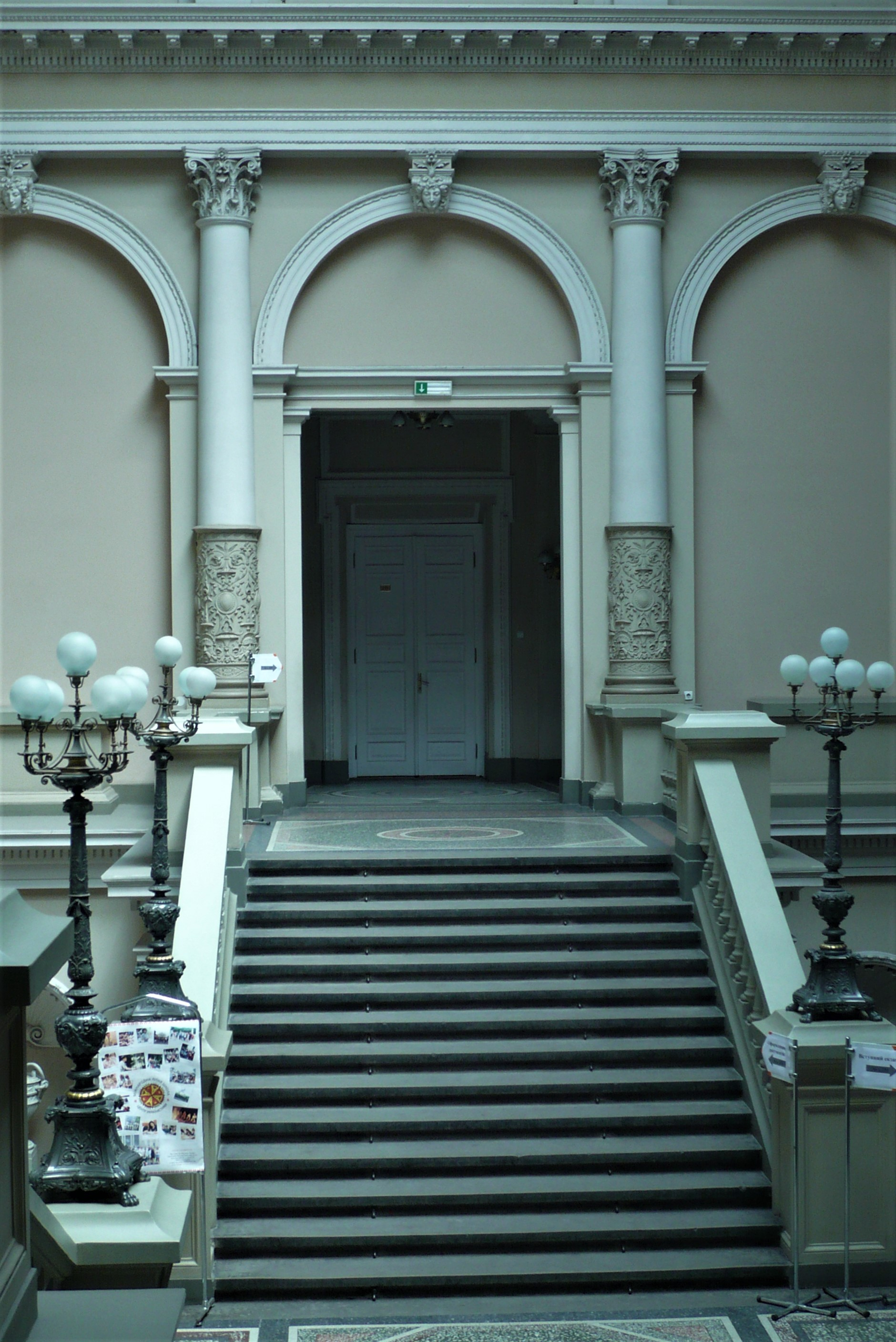
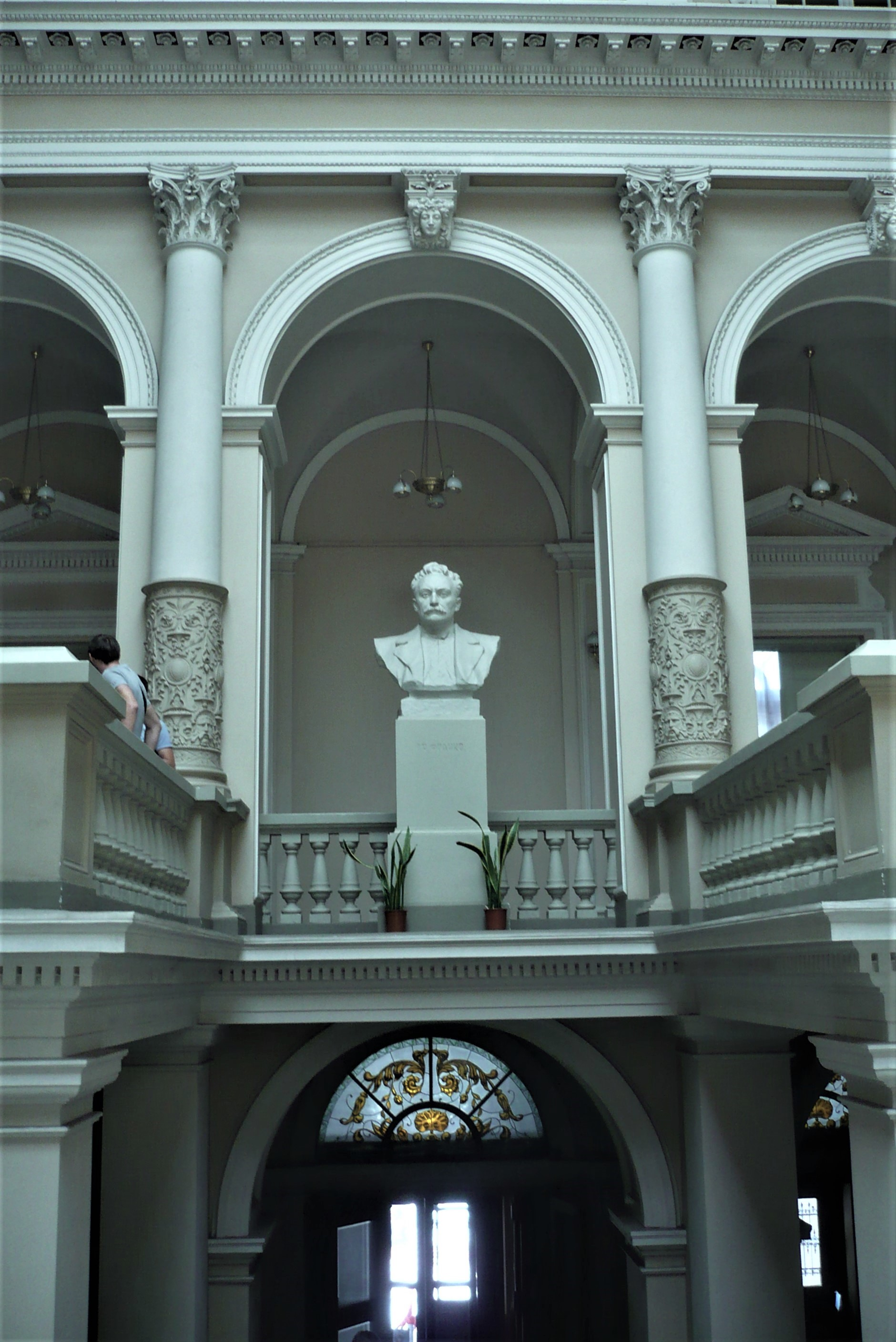
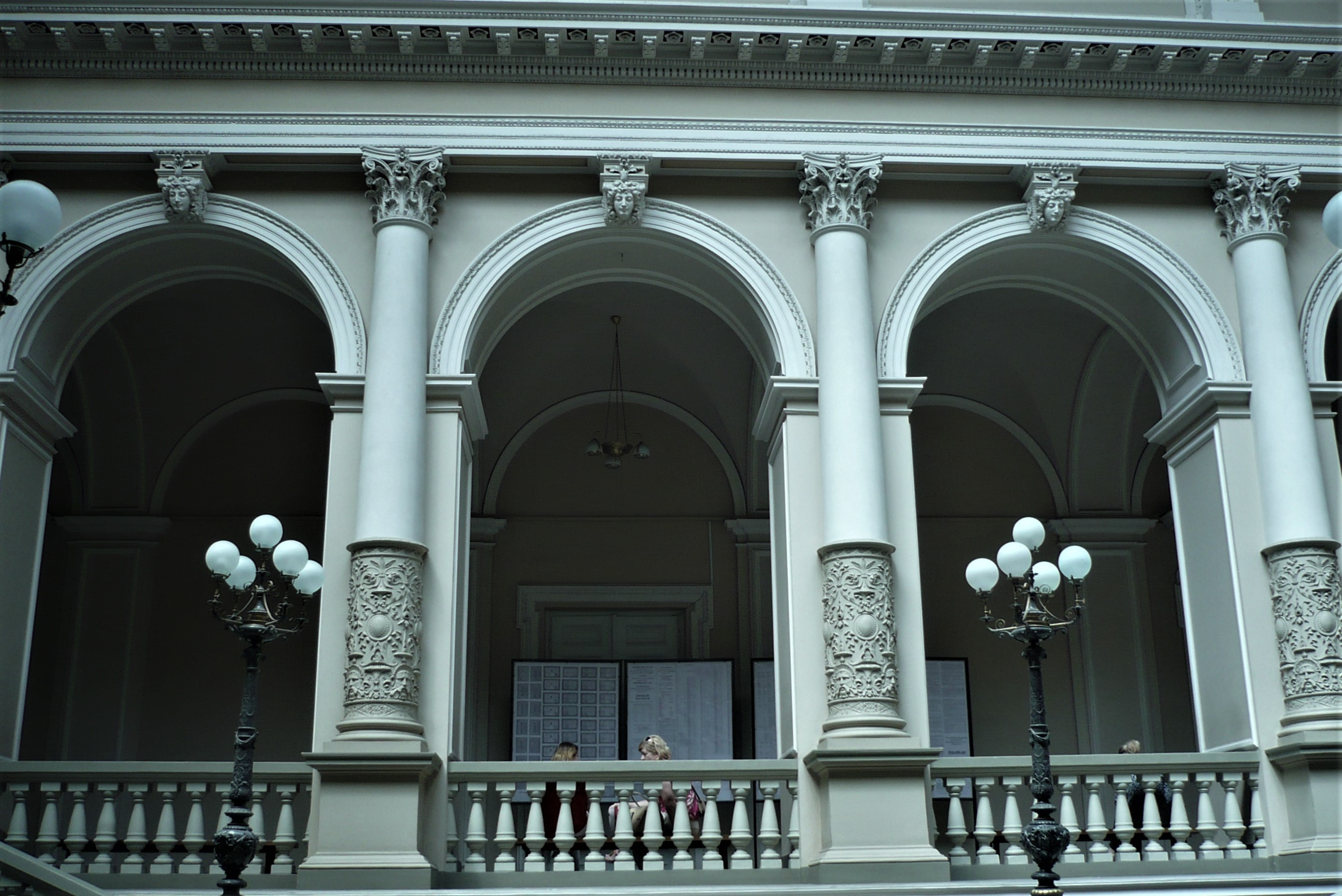